# Suppletieaangifte
Een suppletieaangifte is een belastingaangifte waarmee in Nederland een correctie kan worden aangegeven aan de belastingdienst van hetzij te veel, hetzij juist te weinig afgedragen btw. Ook kan een suppletieaangifte worden gedaan bij te weinig afgedragen loonbelasting of premies volksverzekeringen. Een suppletieaangifte kan ingediend worden over een eerdere belastingaangifte van maximaal 5 jaar oud.
Veel aangiftes voor de Nederlandse belastingen worden elektronisch gedaan via internet. Voor een suppletieaangifte voor de btw is dat niet mogelijk, omdat de redenen te veel verschillen om standaardisatie mogelijk te maken. Een suppletieaangifte moet daarom per brief worden ingediend. Een suppletieaangifte voor de loonbelasting kan per 1 januari 2006 wel elektronisch worden gedaan.
Bij te veel afgedragen btw wordt, als deze ontdekt wordt bij het opstellen van de jaarrekening, deze teruggevraagd door een bezwaarschrift tegen de eigen aangifte in te dienen bij de belastingdienst.